# Bandiera di Israele
La bandiera israeliana (in ebraico דגל ישראל‎?, Degel Yīsrael) venne adottata il 28 ottobre 1948. Rappresenta una Stella di David blu al centro di un tallèd, il manto di preghiera ebraico. Concretamente la stella di David si colloca su uno sfondo bianco, posta fra due strisce blu.

## Storia

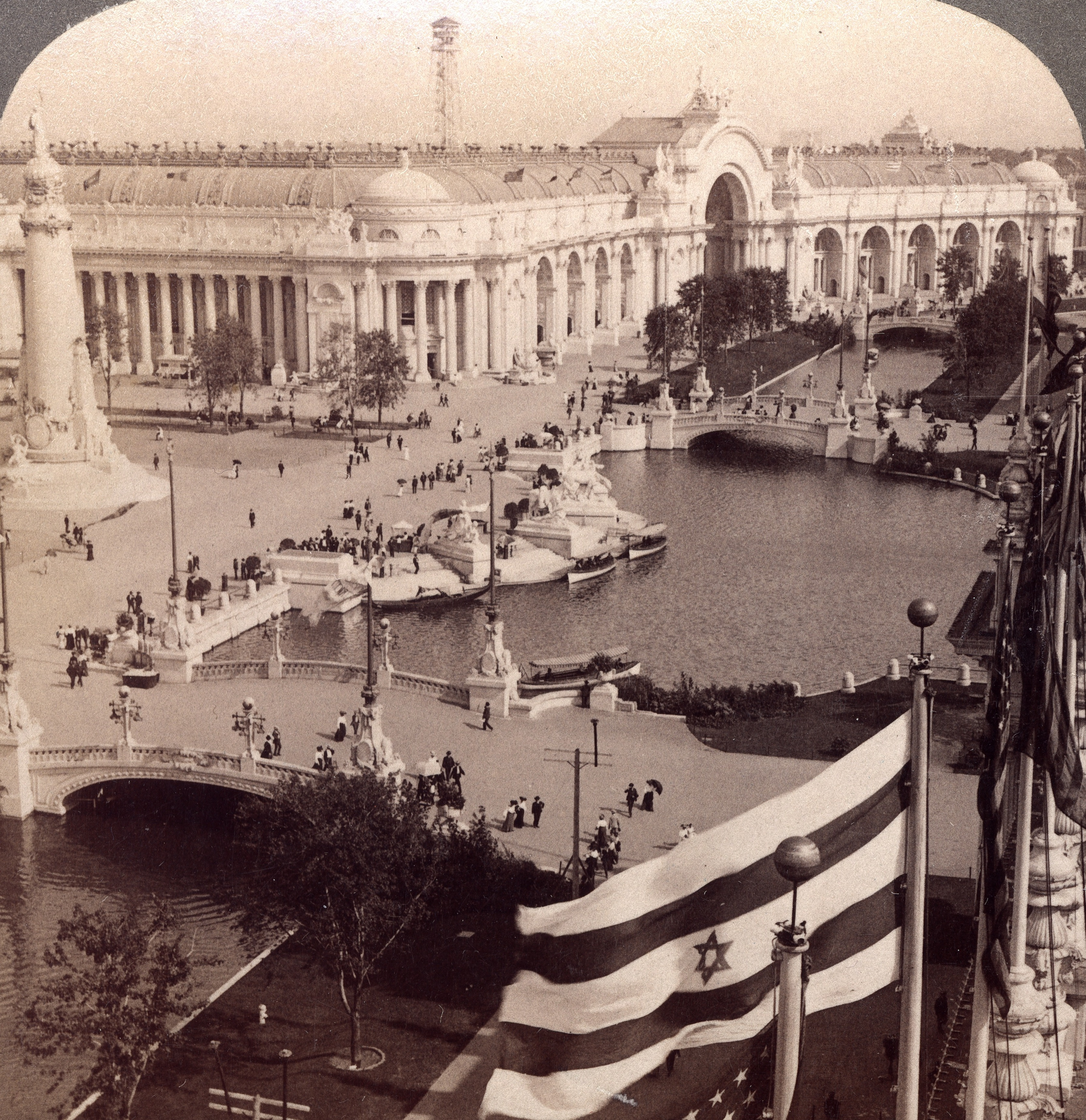
La bandiera sionista all'Esposizione internazionale della Luisiana del 1904.

L'idea che i colori blu e bianco fossero il colore nazionale del popolo ebraico fu espressa presto da Ludwig August von Frankl (1810–94), un poeta austriaco ebreo.
Ne Lo Stato ebraico Theodor Herzl affermò: «Non abbiamo bandiera e ne abbiamo bisogno. Se desideriamo guidare molti uomini, dobbiamo innalzare un simbolo sopra le loro teste. Suggerirei una bandiera bianca, con sette stelle dorate. Il campo bianco simboleggia la nostra nuova vita pura; le stelle sono le sette ore d'oro della nostra giornata lavorativa. Perché marceremo verso la Terra Promessa portando il distintivo d'onore.» Consapevole che il nascente movimento sionista non aveva una bandiera ufficiale, David Wolffsohn (1856-1914), un eminente sionista, riteneva che il progetto proposto da Herzl non stesse ottenendo sostegno significativo. La proposta originale di Herzl, tuttavia, prevedeva una bandiera completamente priva di qualsiasi simbolismo ebraico tradizionale: le sette stelle dorate rappresentavano la giornata lavorativa di 7 ore del futuro stato illuminato, potendo favorire legislazioni socialiste.
Morris Harris, un membro del Hovevei Zion di New York, utilizzò il suo negozio di tende da sole per progettare uno striscione e decorazioni adatti per il ricevimento del Primo Congresso Sionista a Basilea nel 1897, e sua madre Lena Harris cucì la bandiera: era realizzata con due strisce blu e una grande stella di David blu al centro; i colori blu e bianco scelti dal disegno del tallit. La bandiera misurava tre metri per sei, nelle stesse proporzioni della bandiera degli Stati Uniti, e divenne nota come la "bandiera di Sion". Fu accettata come bandiera sionista ufficiale al Secondo Congresso Sionista tenutosi nel 1898 e fu sventolata insieme a quelle di altri paesi all'Esposizione universale delle Olimpiadi del 1904 da uno degli edifici dell'Esposizione internazionale della Luisiana dove si tenevano grandi incontri sionisti.
Le leggi razziali di Norimberga promulgate dalla Germania nazista nel 1935 facevano riferimento alla bandiera sionista e stabilivano che agli ebrei era vietato esporre la bandiera del Reich e quella nazionale o i colori nazionali tedeschi, ma era loro consentito esporre i "colori ebraici".
Nel maggio 1948, il Consiglio di Stato provvisorio chiese alla popolazione israeliana di presentare proposte per una bandiera e furono avanzate 164 proposte.
Inizialmente il consiglio aveva voluto abbandonare il disegno tradizionale della bandiera sionista e creare qualcosa di completamente diverso, per evitare che gli ebrei di tutto il mondo venissero accusati di ambiguità nell'uso della bandiera sionista, potendo creare l'impressione di sventolare la bandiera di un Paese straniero. Il 14 ottobre 1948, dopo che i rappresentanti sionisti di tutto il mondo ebbero dissipato le preoccupazioni dei loro colleghi israeliani, la bandiera dell'Organizzazione sionista fu adottata come bandiera ufficiale dello Stato di Israele.

## Polemiche sulla bandiera
Alcuni oppositori di Israele sostengono una teoria secondo la quale le strisce blu rappresenterebbero in realtà i fiumi Nilo ed Eufrate: questi sarebbero i confini naturali dei territori che per qualche motivo segretamente Israele cercherebbe di conquistare. Questa ipotesi è stata sostenuta anche da Arafat, Hamas e dall'Iran, ma non ve n'è alcuna traccia nei documenti che raccontano la storia della bandiera.
La simbologia della bandiera di Israele è stata più volte smentita sia da sionisti sia da antisionisti, come Israel Shahak.
Il 29 gennaio 2006 il capo di Hamas Mahmud al-Zahar ha preteso che la bandiera fosse cambiata, avanzando formale richiesta alle autorità israeliane, facendo leva sulla leggenda dei due fiumi.

## Galleria d'immagini

Bandiera del Mandato britannico della Palestina dal 1920 al 1948
Bandiera della nave Emanuel della compagnia di navigazione "Hofiya" del comandante Grevnov verso la fine del 1933, nave scomparsa con tutto l'equipaggio poi a fine gennaio 1934.[9]
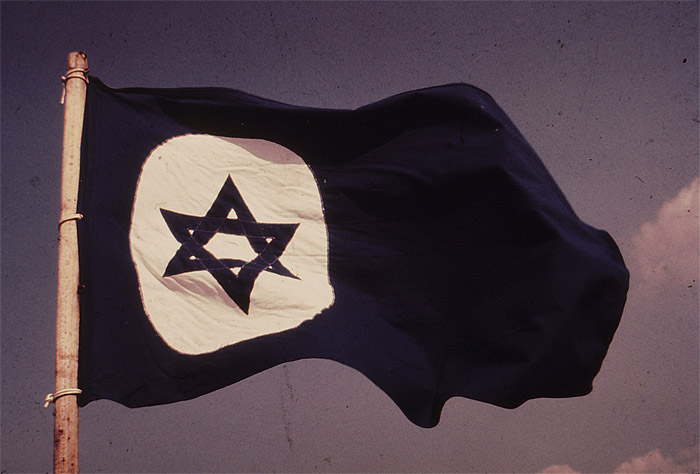
La bandiera mercantile israeliana in una foto degli anni '60.
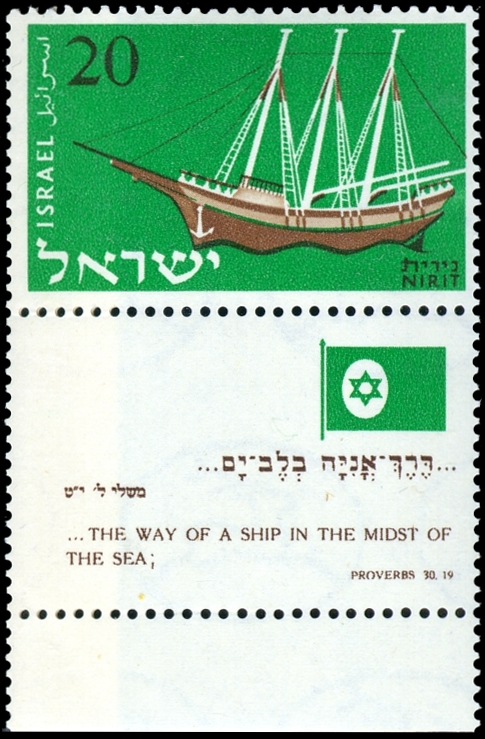
Versione "sbagliata" della bandiera mercantile in verde, ripresa su di un francobollo del 1958